# LABRET
LABRET（ラブレット）は京都を中心に活動するメロディック・パンクバンド。前身バンドを経て2005年7月に結成。

## メンバー
TOKUとRは実の兄弟である。
- TOKU (Vo, Ba)
- R (Vo, G)
- JUN (Dr)

### 旧メンバー
- ysk（Dr）[2]
- ike（Dr）[3]
- NAOKI（Dr）[4]　現SHANK

## 来歴
- 2008年7月、1st Full ALBUM『Living』を発売。
- 2009年7月、LABRET, SORRY FOR A FROG, LIVE CLEAN STAY YOUNGによる3バンドスプリット『9』を発売[5]。
- 2009年12月、1st mini ALBUM『orbital』を発売。
- 2011年9月、新メンバーとなって初の単独音源『NOSTALGIA』を発売。
- 2012年7月、自主レーベル【INDUSTREAL】を立ち上げ、同時に発表した3曲入りの0円SINGLE『EVERLAST E.P』初回プレス分5000枚を配布。再プレスをしてのTOTAL配布枚数は7500枚を数えた。
- 2013年5月、2nd Full ALBUM『DETERMINATION』を発売。7月、CAFFEINE BOMB 10周年のコンピレーション・アルバム『PUNKS NOT DEAD 2』に参加[6]。
- 2014年7月、初のカバーアルバム『palette』を発売。10月、STEP UP RECORDSのオムニバス『...OUT OF THIS WORLD 5』に参加[7]。
- 2015年6月、2nd mini ALBUM『CLAMP』発売。8月、京都MUSEにて361°フロアワンマン。
- 2016年3月、前ドラムのikeが脱退。
- 2018年3月、3rd mini ALBUM『same note』発売。
- 2020年1月、3年9ヶ月ぶりに正式ドラマーとして NAOKI が加入。
- 2022年6月、3rd full ALBUM『AFTER 30 YEARS』発売。
- 2023年9月にドラムのNAOKIが脱退。
- 2025年7月、京都MUSEにて結成20周年の361°フロアワンマン。サポートドラムのJUNが正式に加入。[8]